# Coppa dei Campioni 1972-1973 (pallamano maschile)
La Coppa dei Campioni 1972-1973 è stata la 13ª edizione della massima competizione europea di pallamano riservata alle squadre di club. Il torneo ha avuto inizio il 27 ottobre 1972 e si è concluso il 7 aprile 1973. Il titolo è stato conquistato dai sovietici del MAI Mosca per la prima volta nella loro storia, sconfiggendo in finale i campioni in carica, gli jugoslavi del Partizan Bjelovar.

## Risultati

### Primo turno
| Squadra 1            | Totale  | Squadra 2                | Andata  | Ritorno |
| -------------------- | ------- | ------------------------ | ------- | ------- |
| Banik Karvina        | 40 - 26 | Sporting CP              | 24 - 11 | 16 - 15 |
| Dudelange            | 26 - 33 | Hapoel Ramat Gan         | 16 - 18 | 10 - 15 |
| Frisch Auf Göppingen | 68 - 18 | CUS Verona               | 38 - 6  | 30 - 12 |
| Honvéd               | 29 - 40 | Lokomotiv Sofia          | 13 - 12 | 16 - 28 |
| IFK Helsinki         | 47 - 28 | Kyndil Torshavn          | 25 - 14 | 22 - 14 |
| Fram                 | 28 - 31 | Stadion                  | 15 - 15 | 13 - 16 |
| Lipsia               | 38 - 24 | Stella Sports Saint-Maur | 24 - 13 | 14 - 11 |
| Oppsal               | 26 - 25 | Śląsk Wrocław            | 16 - 11 | 10 - 14 |
| Sittardia            | 35 - 27 | Granollers               | 17 - 12 | 18 - 15 |

### Ottavi di finale
| Squadra 1            | Totale  | Squadra 2         | Andata  | Ritorno |
| -------------------- | ------- | ----------------- | ------- | ------- |
| Banik Karvina        | 29 - 32 | Partizan Bjelovar | 16 - 10 | 13 - 22 |
| Frisch Auf Göppingen | 39 - 25 | ATV Basilea       | 22 - 10 | 17 - 15 |
| Hapoel Ramat Gan     | 19 - 36 | SoIK              | 8 - 18  | 11 - 18 |
| IFK Helsinki         | 46 - 53 | Lokomotiv Sofia   | 24 - 30 | 22 - 23 |
| Lipsia               | 26 - 23 | Stadion           | 15 - 12 | 11 - 11 |
| MAI Mosca            | 50 - 26 | Avanti Lebbeke    | 28 - 12 | 22 - 14 |
| Sittardia            | 30 - 25 | UHC Salisburgo    | 11 - 7  | 19 - 18 |
| Steaua Bucarest      | 34 - 23 | Oppsal            | 21 - 9  | 13 - 14 |

### Quarti di finale
| Squadra 1            | Totale  | Squadra 2       | Andata  | Ritorno |
| -------------------- | ------- | --------------- | ------- | ------- |
| Frisch Auf Göppingen | 32 - 34 | SoIK            | 19 - 13 | 13 - 21 |
| Lokomotiv Sofia      | 25 - 28 | Lipsia          | 14 - 11 | 11 - 17 |
| MAI Mosca            | 41 - 31 | Steaua Bucarest | 22 - 14 | 19 - 17 |
| Partizan Bjelovar    | 33 - 27 | Sittardia       | 21 - 14 | 12 - 13 |

### Semifinali
| Squadra 1 | Totale  | Squadra 2         | Andata  | Ritorno |
| --------- | ------- | ----------------- | ------- | ------- |
| Lipsia    | 23 - 28 | MAI Mosca         | 14 - 11 | 9 - 17  |
| SoIK      | 33 - 36 | Partizan Bjelovar | 20 - 13 | 13 - 23 |

### Finale
| Dortmund 7 aprile 1973 | MAI Mosca | 26 – 23 | Partizan Bjelovar |  |